# 千野くるみ
千野 くるみ（ちの くるみ、1992年9月17日 - ）は、日本のAV女優。BELLTECH PRODUCTION所属。

## 略歴・人物
2016年3月、"秋葉原で働く現役メイド"という触れ込みでAVデビューしたロリ系のAV女優。

## 出演作品

### アダルトDVD
2016年
- はにかみスレンダー微乳 秋葉原現役メイドさん恥じらいデートでAVデビュー!!（3月1日、キャンディ）
- 中出しシンデレラ 〜20時に絶対本物中出し解禁するデート〜（3月25日、本中）
- 横浜山手にある午後3時迄しか営業していないセレブ妻が働くメンズリラクゼーション倶楽部 4（4月1日、DOC）
- お金の為だと割り切って友達だけどSEXして下さい!! JK編（4月9日、DOC）
- 彼女なら!彼氏のち&hearts:ぽ当ててみろ!!のはずが… 彼より大きいチ●ポに興奮しちゃった彼女たち 2（4月13日、はじめ企画）※「さおり」名義
- 「やばい！妹に中出し!?」 性の知識が希薄な妹は僕の事を男として見ていないのか、家の中ではいつも無防備な姿でウロウロ…。今まで気にした事もなかった僕だったがいつの間にか成熟した身体になった妹をまじまじと見て興奮してしまい… 4（5月1日、DOC）
- 通りすがりの女子校生・OLを拉致してアクメ強姦! 拘束しバイブを挿入して放置。 腰を痙攣させて何度もイキまくる肉便器に中出し（5月12日、アイエナジー）
- 田舎の親戚の若いのまるごと全員に種くばり（6月1日、ZUKKON/BAKKON）
- 可愛い女の子しか興味の無い私(♀)が、ノンケな女友達を部屋に持ち帰り強引にレズって隠し撮り 8（6月1日、変態紳士倶楽部）
- 文京区にある女教師が通う整体セラピー治療院 12（6月1日、変態紳士倶楽部）
- 超可愛いけど超金欠! 都内在住の訳アリおマ●コを直撃取材! ハメさせてっ!ボンビーガール（6月10日、SCOOP）
- アキハ○ラ某所に実在するコスプレ生ハメスタジオに潜入! 撮られたがりの美少女レイヤーを5万円の謝礼つきでしかもプロが撮るのでスタジオ撮影させてくださいと口説いて媚薬入りドリンクで発情させたらヤレるのか?（6月24日、SCOOP）
- 少女野外強姦わいせつ映像（7月22日、I.B.WORKS）
- コスプレイベントで知り合った貧乳レイヤーをデカチンで種付け洗脳し滅茶苦茶輪姦SEXした（8月5日、DIY）
- SOD女子社員 《後輩から真っ先に相談される率毎年上位》 真面目で穏やかしかし実はスケベなのでは?!という噂のまだイッた事が無い「イク!」に憧れる女子社員4名による社内での破廉恥映像を発見!しかも内2名は真正中出しSEXを?!（8月18日、SODクリエイト）※「神木恵美子」名義
- 終電難民で有名な山○線大○駅の近くに部屋を借りナンパ ほろ酔いOLばかりを狙って自宅に連れ込み始発までセックス（9月1日、変態紳士倶楽部）
- 生の素人娘の個人撮影、高価買い取りします Vol.1 天然美少女くるみさん 女子大生（9月9日、S級素人）
- 美人妻センズリ鑑賞会（9月20日、スターパラダイス）
- どこまでヤレる!? 地方旅館の背中流しサービスの仲居さん（9月20日、スターパラダイス）
- INVIDAYS JK撮影会モデルのバイトでスケベオヤジ達と楽しんじゃうぞ♥（9月25日、デジタルアーク）
- 階段でミニスカ女子校生のパンティーを覗いていたのがバレて女子校生達に捕まり色々言いがかりをつけられながら手コキで抜かれてしまってラッキーかアンラッキーかよく分からない水曜日の午後（9月25日、デジタルアーク）
- パンチラ株式会社 3 女子校生アルバイト編（10月7日、デジタルアーク）
- ヘンリー塚本 スケベでエロい 五十路の美魔女（10月13日、FAプロ）
- SOD女子社員 Let'sセクハラし放題スペシャルDAY ハロウィンパーティー（10月20日、SODクリエイト）※「神木恵美子」名義
- 田舎に嫁いだ若妻が村の農家に寝取られて…中出しされて…（10月20日、スターパラダイス）
- 噂の女子社員が全員痴女の会社（10月25日、WEEKENDER）
- 身長148cmのミニ可愛い若奥さんを買い物中にゲット!!（11月1日、AV）

### イメージDVD
- bite（2016年5月15日、TWCC）※「千野まひろ」名義
- immature（2016年8月15日、TWCC）※「千野まひろ」名義